# Cronon
Crononul este o cuantă propusă pentru timp, o „unitate” discretă și invizibilă a timpului ca parte a unei teorii care propune că timpul nu este continuu. În timp ce timpul este o cantitate continuă în mecanica cuantică și în teoria relativității generale, mulți fizicieni au sugerat că un model discret al timpului ar putea funcționa, în special atunci când se ia în considerare combinația mecanicii cuantice cu teoria relativității generale pentru a produce o teorie a gravității cuantice. Termenul a fost introdus în acest sens de către Robert Lévi. Henry Margenau  a sugerat că crononul este timpul necesar pentru lumină pentru a traversa raza clasică a unui electron. O teorie cuantică în care timpul este o variabilă cuantică cu un spectru discret și care este, cu toate acestea, consecventă cu relativitatea specială, a fost propusă de către C. N. Yang.
Un astfel de model a fost introdus de către Piero Caldirola în 1980. În modelul lui Caldirola, un cronon corespunde la aproximativ 6,97×10−24 secunde pentru un electron.
Acesta este mult mai lung decât timpul zero, o altă unitate propusă pentru cuantificarea timpului, care este de aproximativ 5,39×10−44 secunde. Timpul zero este o cuantificare universală a timpului, întrucât crononul este o cuantificare a evoluției într-un sistem de-a lungul liniei sale și consecvent cu valoarea crononului, la fel ca și alte observabile cuantificate în mecanica cuantică, este o funcțiune a sistemului sub considerație, în special condițiile sale marginale. Valoarea crononului, θ0, este calculată astfel:
{\displaystyle \theta _{0}={\frac {1}{6\pi \epsilon _{0}}}{\frac {e^{2}}{m_{0}c^{3}}}\ }